# دانکن دیویدسن
دانکن دیویدسن (به انگلیسی: Duncan Davidson) (زاده ۱۹۴۰) کارآفرین، بازرگان و مدیر ارشد اجرایی بریتانیایی است، که در سال ۱۹۷۲ شرکت پرسیمون را تأسیس نمود.